# مرصد
المَرْصَد هو موقع يعد من أجل مراقبة الأحداث الأرضية والكونية. هنالك العديد من مجالات العلوم التي تستخدم المراصد مثل علم الفلك وعلم المناخ وعلم الطقس والجيولوجيا وعلم البحار وعلم البراكين وغيرها.
المراصد القديمة كانت مقتصرة على وجود مقراب أو مجموعة من المقاريب بكافة أشكالها، أي ما يمكن إبصاره بالمجال المرئي أما حالياً فهناك العديد من الأجهزة التقنية الحديثة التي تعتمد على تحليل طيف واسع الأشعة الكهرومغناطيسية مثل الأشعة تحت الحمراء والأشعة فوق البنفسجية بالإضافة إلى موجات الراديو.
تقسم المراصد الفلكية إلى أربع أقسام بشكل رئيسي: المراصد الفضائية، والمراصد المحمولة جوا، والمراصد الأرضية والمراصد تحت الأرض.

## المراصد الأرضية
تستخدم المراصد الأرضية (موقعها على سطح الأرض) لإجراء عمليات الرصد في أجزاء الراديو والضوء المرئي للطيف الكهرومغناطيسي يتم وضع معظم التلسكوبات البصرية داخل قبة، لحماية الأدوات الحساسة. تحتوي قبب التلسكوب على فتحة في السقف يمكن فتحها أثناء المراقبة، ويتم إغلاقها عندما لا يكون التلسكوب قيد الاستخدام.
في معظم الحالات، يمكن تدوير الجزء العلوي بالكامل من قبة التلسكوب للسماح للأداة بمراقبة الأجزاء المختلفة من السماء في الليل. (عادة لا تملك التلسكوبات الراديوية قبابًا).
تقع معظم المراصد الأرضية على مسافة بعيدة من المناطق المأهولة بالسكان، لتجنب آثار التلوث الضوئي.
المواقع المثالية للمراصد الحديثة هي المواقع التي تحتوي على سماء مظلمة، وأن تكون الليالي صافية في معظم أيام السنة وأن يكون الهواء جافا، وتكون على ارتفاعات عالية.
في الارتفاعات العالية، يكون الغلاف الجوي للأرض أرق (رقيق أكثر)، وبالتالي يقلل من آثار الاضطرابات الجوية وينتج عنه «رؤية» فلكية أفضل مقارنة بالأماكن المنخفضة.
ومن المواقع والأماكن التي تستوفي المعايير المذكورة أعلاه للمراصد الحديثة هي: جنوب غرب الولايات المتحدة وهاواي وجزر الكناري وجبال الأنديز والجبال العالية في المكسيك مثل سييرا ونيجرا.

مرصد أتاكاما المليمتري الكبير

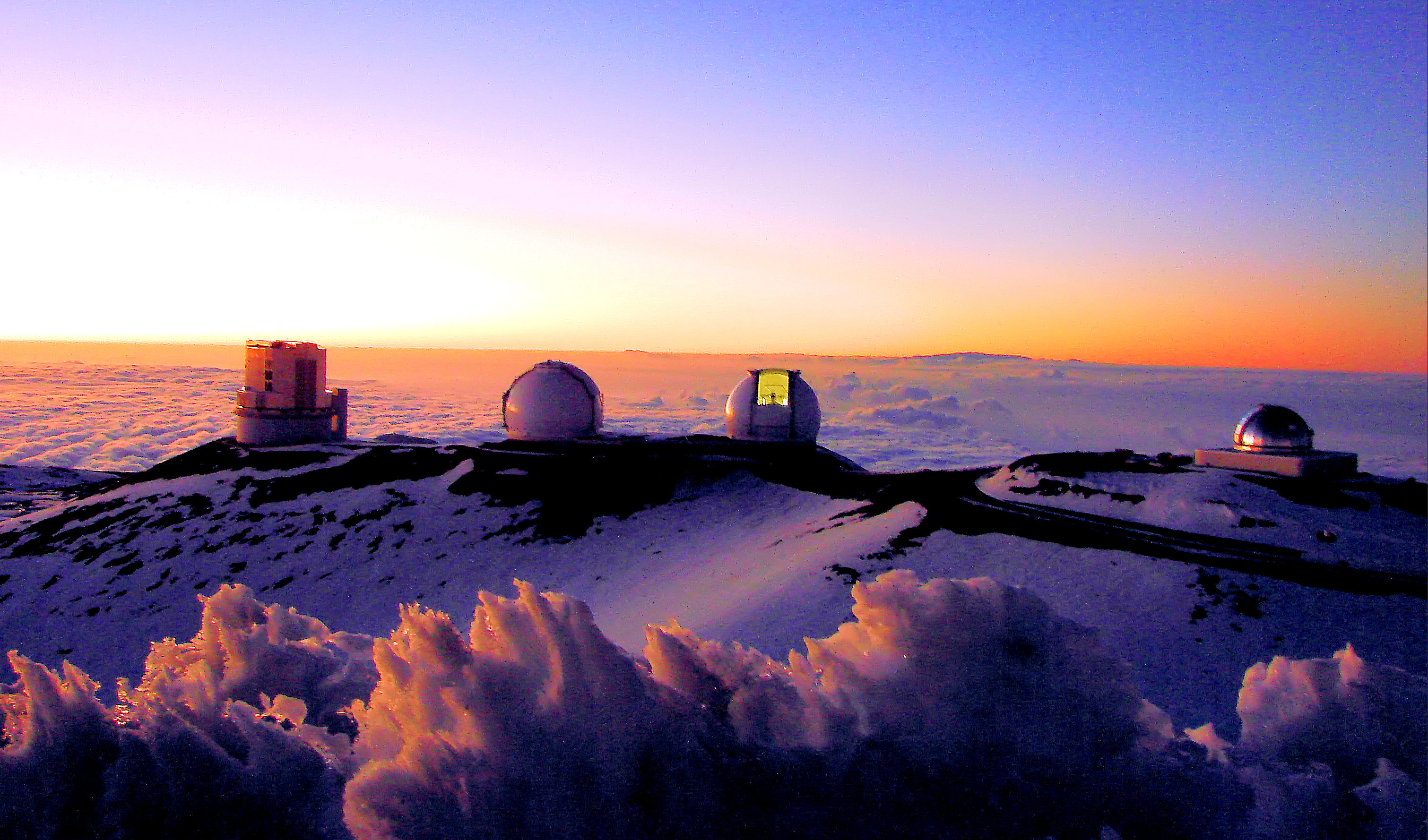
مرصد مونا كيا

تبين دراسة بحثية أجريت في عام 2009 أن أفضل موقع ممكن للمرصد الأرضي على الأرض هو جبل يوجد في الجزء المركزي من شرق أنتاركتيكا نظراً لوجوده بمنطقة قليلة الاضطرابات في الغلاف الجو وبالتالي رؤية أفضل.

## المراصد الراديوية
ابتداءا من ثلاثينيات القرن العشرين ، بُنيت تلسكوبات لاسلكية للاستخدام في مجال علم الفلك الراديوي لمراقبة الكون في الجزء الراديوي من الطيف الكهرومغناطيسي. وبالمثل، توجد مراصد راديوية بعيدة عن المراكز السكانية الرئيسية لتجنب التداخل الكهرومغناطيسي من الإذاعة والتلفزيون والرادار. وعلى عكس المراصد البصرية، يمكن وضع المراصد الراديوية في الوديان للحصول على رؤية واضحة أكثر.

## المراصد الفضائية

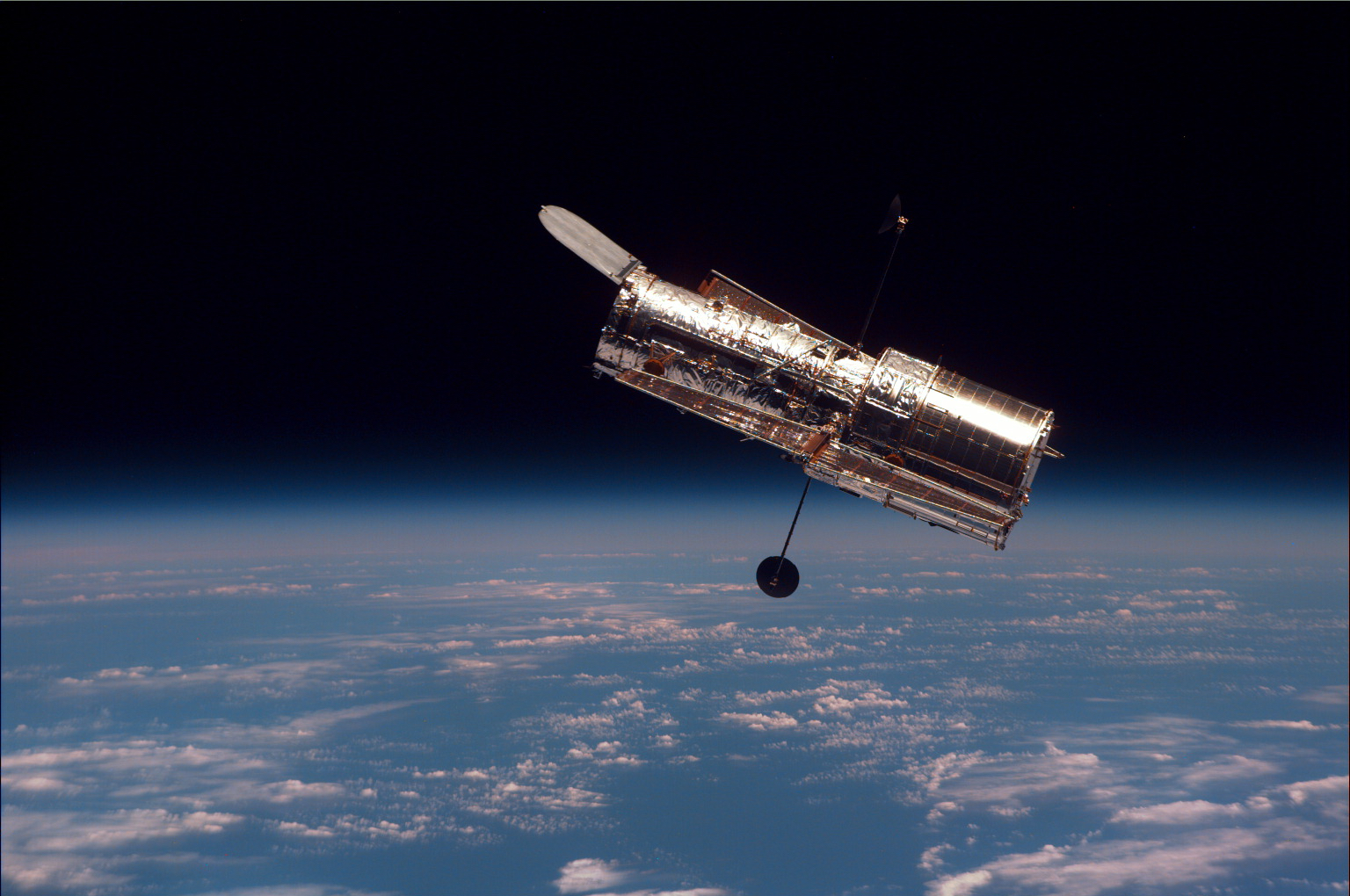
مقراب هابل

هي تلسكوبات أو أدوات أخرى موجودة في الفضاء الخارجي، وكثير منها يدور في مدار حول الأرض. يمكن استخدام التلسكوبات الفضائية لمراقبة الأجسام الفلكية عند أطوال موجية(غالبا قصيرة) من الطيف الكهرومغناطيسي الذي لا يمكن أن يخترق الغلاف الجوي للأرض، وبالتالي لا يمكن رؤيته باستخدام التلسكوبات الأرضية.
الغلاف الجوي للأرض غير شفاف للأشعة فوق البنفسجية والأشعة السينية وأشعة جاما، لذا يتم إجراء الرصد في هذه الأجزاء من الطيف الكهرومغناطيسي على أفضل وجه.
ومن المزايا الأخرى للتلسكوبات الفضائية الناتجة عن موقعها فوق الغلاف الجوي للأرض هو سلامة صورها من تأثيرات الاضطرابات الجوية (مثل أضواء المدن) على عكس المراصد الأرضية.
والتلسكوبات الفضائية أكثر تكلفة بكثير في البناء من التلسكوبات الأرضية نظرًا لموقعهم.

## المراصد المحمولة جوا

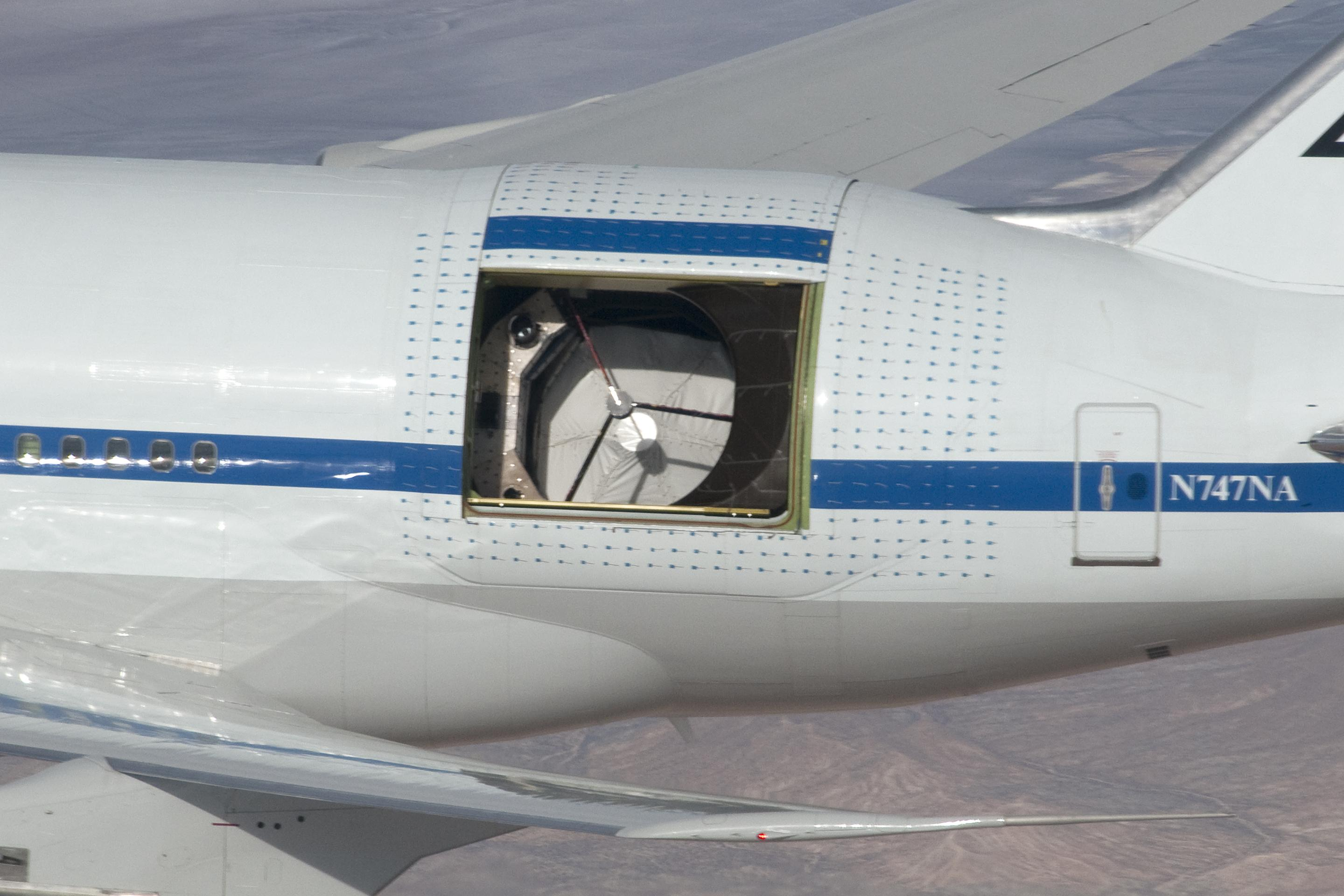
صوفيا (المرصد الطائر) أو مرصد الستراتوسفير للأشعة تحت الحمراء

تمتاز المراصد المحمولة جواً بميزة الارتفاع فوق المنشآت الأرضية ، مما يضعها فوق معظم الغلاف الجوي للأرض.
لديها ميزة على التلسكوبات الفضائية و هو أنه يمكن نشر المعدات و إصلاحها بسرعة أكبر و بتكلفة أقل .
يستخدم مرصد كايبر و مرصد الستراتوسفير للأشعة تحت الحمراء الطائرات لمراقبة الأشعة تحت الحمراء ، التي يمتصها بخار الماء في الغلاف الجوي.